# Hans-Ulrich Meier
Hans-Ulrich Meier (* 1938 in Bremen) ist ein deutscher Professor für Strömungsmechanik.

## Lebenslauf
Hans-Ulrich Meier studierte ab 1957 Flugzeugbau an der TH Braunschweig. 1964 wurde er wissenschaftlicher Mitarbeiter an der Aerodynamischen Versuchsanstalt Göttingen (AVA). Im Jahr 1970 promovierte er und erhielt im Folgejahr einen Lehrauftrag im Fach Hydromechanik an der Fachhochschule Bremen. 1973 ging Meier als Visiting Assistant Professor an die University of Maryland. Von 1974 bis 1997 leitet er als Scientific Project Officer das deutsch-amerikanische Data Exchange Agreement „Viscous and Interacting Flow Field Effects“.
1983 erhielt er einen Lehrauftrag in Strömungsmesstechnik an der TU Clausthal. 1986 habilitierte er sich dort. Von 1988 bis 1998 fungierte er als Direktor des Deutsch-Niederländischen Windkanals (DNW). 1990 wurde Hans-Ulrich Meier zum außerplanmäßigen Professor in Clausthal ernannt.

## Werke
- Die Pfeilflügelentwicklung in Deutschland bis 1945, Bernard & Graefe, 2005, ISBN 978-3763761302 (Vortrag)
- mit M.-D. Zhou: The development of acoustic generators and their application as a boundary layer transition control device. Experiments in Fluids 11, 1991, S. 93–104, doi:10.1007/BF00190285.

## Quelle
- Profil auf den Seiten der TU Clausthal

| Personendaten    | Personendaten                                                             |
| ---------------- | ------------------------------------------------------------------------- |
| NAME             | Meier, Hans-Ulrich                                                        |
| KURZBESCHREIBUNG | deutscher Flugzeugbau-Ingenieur und Hochschullehrer für Strömungsmechanik |
| GEBURTSDATUM     | 1938                                                                      |
| GEBURTSORT       | Bremen                                                                    |